# Bundesstraße 243
Pour les articles homonymes, voir Route 243.
La Bundesstraße 243 est une Bundesstraße des Länder de Basse-Saxe et de Thuringe.

## Histoire
La chaussée entre Seesen et Osterode am Harz est construite entre 1785 et 1795 dans le prolongement de la Frankfurter Strasse et s'appelait Thüringer Strasse.
La Reichsstraße 243 entre Hildesheim et Nordhausen est établie vers 1937.
La route est coupée par la frontière interallemande et n'est de nouveau réunie que le 18 novembre 1989, date à laquelle un poste-frontière entre Nüxei et Mackenrode est établi. En RDA, le tronçon entre Mackenrode et Nordhausen s'appelle Fernverkehrstraße 243.
La section entre Seesen et Barbis est agrandie en 1979 en raison de sa fonction de distribution dans le sud du Harz, semblable à une autoroute. Après la chute du mur de Berlin et l'augmentation du trafic qui en résulte, l'« autoroute jaune » ("Westharzschnellstraße") est prolongée jusqu'à l'Ichte en 2014. En vue de changements majeurs, la Bundesstrasse est reliée à l'A 38 en 2012. L'ancienne route continuait vers la B 80 près de Nordhausen.
Les itinéraires d'origine sont déclassés sur les routes suivantes :
- Gemeindestraße, Bundesstraße 242 et Kreisstraße 65 (arrondissement de Goslar)
- K 421, K 427 Gemeindestraße, K 9, K 32 (arrondissement de Göttingen)
- K 28 (arrondissement de Nordhausen)

En outre, l'A 7 est parallèle entre Hildesheim et Seesen, en particulier dans la section de Bockenem à Seesen. Malgré la faible importance du trafic, cette section de l'itinéraire n'est pas encore déclassée.

## Source
- (de) Cet article est partiellement ou en totalité issu de l’article de Wikipédia en allemand intitulé « Bundesstraße 243 » (voir la liste des auteurs).